# Niutao
Niutao is een van de negen atollen van Tuvalu. Het bestaat uit slechts één eiland, maar in de volledig gesloten lagune liggen nog drie kleine eilandjes.

## Geografie
Niutao heeft een oppervlakte van 2,53 km² en telt drie dorpen; Tuapa, Teava en Kulia. In 2002 telde het eiland 663 inwoners. In het grootste dorp, Teava, bevinden zich een gemeentehuis, een postkantoor en een kerk.

## Transport
Niutao heeft geen luchthaven en geen spoorweg. Alle vervoer gaat over zee.

## Sport
Niutao heeft één voetbalteam, FC Niutao. Het atol huisvest daarnaast ook een rugbyclub, de Niutao Sharks.

Eilanden:
Nanumanga ·
Niulakita ·
Niutao
Atollen:
Funafuti ·
Nanumea ·
Nui ·
Nukufetau ·
Nukulaelae ·
Vaitupu